# Martensit

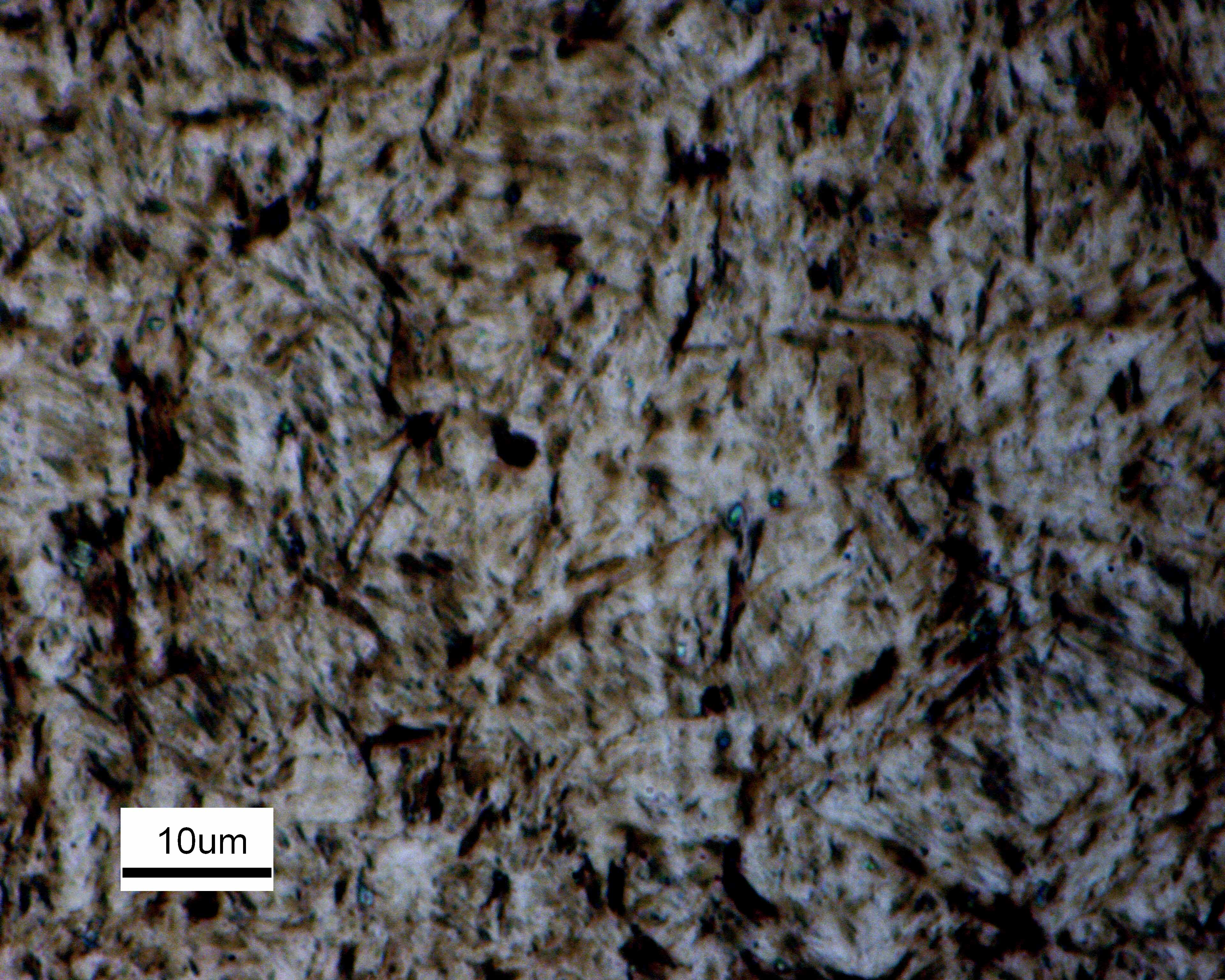
Martensit i ett AISI 4140-stål

Martensit, namngiven efter tyske metallurgen Adolf Martens (1850–1914), är en form av mycket hårt stål med rymdcentrerad tetragonal kristallstruktur (BCT). 

## Process
Martensit bildas när austenit kyls så snabbt att varken diffusions- eller kärnbildningsförlopp hinner starta. Utgångsstrukturen, en ytcentrerad kubisk kristallstruktur (FCC), omvandlas snabbt till en kraftigt deformerad rymdcentrerad tetragonal kristallstruktur (BCT). Eftersom omvandlingen sker utan diffusion kan inte atomerna byta plats med varandra. Överskottet på kolatomer gör att strukturen tvingas att deformeras.

## Egenskaper
Martensit har en mycket hög hårdhet men en låg duktilitet som gör martensiten spröd. Mikrostrukturens påverkar inte i så stor utsträckning martensitens mekaniska egenskaper (som till exempel hårdhet). De mekaniska egenskaperna beror dels på kolatomernas förmåga att förhindra dislokationer, dels på antalet glidplan. Kolhalten påverkar martensitens hårdhet upp till 0,6 viktprocent.
Skjuvkraftsdeformationerna under kylningen orsakar ett stort antal dislokationer, vilket är den primära mekanismen för att öka ett ståls styrka. Den högsta hårdheten för perlitiskt stål är 400 Brinell medan martensit kan nå 700 Brinell.
I ett tvärsnitt framgår att kristallkornen är formade som nålar eller plattor.